# Miecznik (wzgórze)
Miecznik – wzgórze (310,41 m n.p.m.) w południowo-zachodniej Polsce, we Wzgórzach Strzelińskich, na Przedgórzu Sudeckim.